# Le Massegros
Le Massegros est une ancienne commune française, située dans le département de la Lozère en région Occitanie, devenue le 1er janvier 2017 une commune déléguée de la commune nouvelle du Massegros Causses Gorges.
Ses habitants sont appelés les Massegrains.

## Géographie

### Localisation
La commune du Massegros est située dans la partie ouest du causse de Sauveterre, entre les gorges du Tarn et Sévérac-le-Château. Elle est limitrophe du département de l'Aveyron.

### Communes limitrophes
|                             | Le Recoux (Massegros Causses Gorges) | Saint-Georges-de-Lévéjac (Massegros Causses Gorges) |
| Sévérac d'Aveyron (Aveyron) | du Massegros                         | Saint-Rome-de-Dolan (Massegros Causses Gorges)      |
|                             | Mostuéjouls (Aveyron)                |                                                     |

## Toponymie
Implanté au milieu de terres fertiles, son nom proviendrait de l'occitan Mas Sagran ou Sagrat (mas sacré) ou Mas a gran (mas à grain) car de bonnes terres produisaient du blé, ce qui était assez rare sur le causse.

## Histoire
Ce hameau s'est développé entre la fin du XVIIIe et le début du XIXe siècle autour des foires aux bestiaux qui se tenaient plusieurs fois par an.
Le chef lieu du canton se trouvait initialement à Saint-Georges-de-Lévéjac. Le transfert du chef lieu de commune de Saint-Georges-de-Lévéjac vers le Massegros date de 1839. Depuis le nouveau redécoupage des cantons en France en 2014, le chef-lieu du canton est à La Canourgue. Le transfert de la paroisse ne se fera qu'en 1912 avec la construction de la nouvelle église sur l'initiative de l'abbé Casimir Privat. Elle a été consacrée en 1914.
L'élevage de la brebis laitière représente la principale source de revenu des habitants. La laiterie du Massegros est la plus grande laiterie au monde de transformation de lait de brebis (242 emplois).
Le bourg possède de vieilles maisons caussenardes, l'une d'entre elles est de style aragonais. Sa particularité tient à sa terrasse couverte où les arceaux et balustres s'harmonisent dans l'enfilade des huit petits toits. Le four, impressionnant par sa taille, date du XIXe siècle : c'est un symbole vivant du passé qui a été sauvé de l'indifférence des hommes et des dégradations du temps. Il est aujourd'hui l'acteur principal de la Fête du pain.

## Politique et administration
| Période | Période  | Identité            | Étiquette | Qualité                        |
| ------- | -------- | ------------------- | --------- | ------------------------------ |
| 1889    | 1904     | Albert Maury        |           |                                |
| 1904    | 1912     | Casimir Cabirou     |           |                                |
| 1912    | 1918     | Émile Poujol        |           |                                |
| 1918    | 1925     | Albert Maury        |           |                                |
| 1925    | 1947     | Henri Labaume       |           |                                |
| 1947    | 1959     | Henri Poujol        |           |                                |
| 1959    | 1977     | Jean Labaume        |           |                                |
| 1977    | 1983     | Émile Poujol        |           |                                |
| 1983    | 2004     | Jean-Paul Pourquier | UMP       | Conseiller général (1988-2015) |
| 2004    | En cours | Jean-Claude Saleil  | UMP-LR    |                                |

## Démographie
L'évolution du nombre d'habitants est connue à travers les recensements de la population effectués dans la commune depuis 1793. À partir du 1er janvier 2009, les populations légales des communes sont publiées annuellement dans le cadre d'un recensement qui repose désormais sur une collecte d'information annuelle, concernant successivement tous les territoires communaux au cours d'une période de cinq ans. 
Pour les communes de moins de 10 000 habitants, une enquête de recensement portant sur toute la population est réalisée tous les cinq ans, les populations légales des années intermédiaires étant quant à elles estimées par interpolation ou extrapolation. Pour la commune, le premier recensement exhaustif entrant dans le cadre du nouveau dispositif a été réalisé en 2008,.
En 2014, la commune comptait 410 habitants, en évolution de +17,48 % par rapport à 2009 (Lozère : −1,04 %, France hors Mayotte : +2,49 %).
| 1793 | 1800 | 1806 | 1821 | 1831 | 1836 | 1841 | 1846 | 1851 |
| ---- | ---- | ---- | ---- | ---- | ---- | ---- | ---- | ---- |
| 232  | 231  | 240  | 247  | 259  | 292  | 291  | 326  | 322  |

| 1856 | 1861 | 1866 | 1872 | 1876 | 1881 | 1886 | 1891 | 1896 |
| ---- | ---- | ---- | ---- | ---- | ---- | ---- | ---- | ---- |
| 341  | 314  | 325  | 318  | 353  | 350  | 383  | 371  | 348  |

| 1901 | 1906 | 1911 | 1921 | 1926 | 1931 | 1936 | 1946 | 1954 |
| ---- | ---- | ---- | ---- | ---- | ---- | ---- | ---- | ---- |
| 304  | 315  | 317  | 308  | 288  | 303  | 287  | 266  | 200  |

| 1962 | 1968 | 1975 | 1982 | 1990 | 1999 | 2008 | 2013 | 2014 |
| ---- | ---- | ---- | ---- | ---- | ---- | ---- | ---- | ---- |
| 226  | 226  | 278  | 282  | 321  | 322  | 345  | 402  | 410  |

## Culture locale et patrimoine

### Lieux et monuments
- Ferme du Massegros
- Église Saint-Martin
- École publique

### Personnalités liées à la commune
- Loïc Poujol, joueur professionnel de football.

### Héraldique
| Le Massegros | Son blasonnement est : coupé d'or et d'argent à quatre pals de gueules brochant. |